# Max Apel
Max Apel (* 16. Mai 1869 in Berlin; † 1945) war ein deutscher Philosoph und Hochschullehrer.

## Leben
Er war der Sohn des gleichnamigen Vaters und dessen Ehefrau geborene Brand. Er studierte Philosophie an der Universität Berlin, wo er 1894 auch zum Dr. phil. promovierte. Das Thema seiner Inaugural-Dissertation lautete Die Grundbegriffe der Kritik der reinen Vernunft Receptivität, Spontaneität und intellektuelle Anschauung, in ihrer Bedeutung für die Kritische Erkenntnistheorie.
Danach war er als Leiter und Dozent der Philosophie an der „Freien Hochschule“ zu Berlin tätig. Überregionale Bekanntheit erlangte er insbesondere durch sein Philosophisches Wörterbuch, das 1930 erstmals erschien und noch im Jahre 1976 in sechster Auflage in der Überarbeitung von Peter Christian Ludz herausgegeben wurde.
Max Apel war u. a. Mitglied der Kant-Gesellschaft und der Gesellschaft für ethische Kultur.

## Werke (Auswahl)
- Kant's erkenntnistheorie und seine stellung zur metaphysik. Eine einführung in das studium von Kants Kritik der reinen vernunft, Berlin, 1895.
- Kritische Anmerkungen zu Haeckels „Welträtsel“ : ein Commentar für nachdenkliche Leser, Berlin, 1904.
- Wie studiert man Philosophie? Eine Anleitung zum Studium und zum Selbststudium der Philosophie, zugleich eine Einführung in die philosophischen Probleme, Stuttgart, 1911.
- Begabungs-Schulen. Freie Bahn der deutschen Jugend, Berlin-Charlottenburg, 1917.
- Die Volksschule als Einheitsschule, Berlin, 1919.
- Die Volkshochschule im neuen Deutschland, Berlin, 1919.
- Zur Einführung in die Philosophie, Charlottenburg, 1920.
- Die Weltanschauung des Materialismus, Charlottenburg, 1920.
- Die Philosophie auf der Volkshochschule, Langensalza, 1920.
- (Hrsg.): Der Lebenswert der Volkshochschule. Bekundungen der Hörer, Charlottenburg, 1920.
- Einführung in Kants Kritik der reinen Vernunft, Charlottenburg, 1921.
- Kommentar zu Kants Prolegomena; eine Einführung in die kritische Philosophie, Leipzig, 1923.
- Philosophisches Wörterbuch, Berlin, 1930.
- Einführung in die Gedankenwelt Josef Dietzgens. Eine Kritik der materialistischen Weltanschauung, Berlin, 1931.
- Die Weltanschauungen der grossen Denker, Leipzig, Reclam, o. J. [ca. 1931].
- (mit Peter Ludz): Philosophisches Wörterbuch, 6. Aufl., Berlin, New York, de Gruyter, 1976.